# Rushmoor
Rushmoor – dystrykt niemetropolitalny i borough w hrabstwie Hampshire w Anglii, utworzony 1 kwietnia 1974 na mocy ustawy o samorządzie lokalnym z 1972 r. w wyniku połączenia gminy Aldershot z likwidowanym tego dnia okręgiem miejskim Farnborough. Zajmuje obszar 39,04 km², a w 2021 r. liczył 100 068 mieszkańców. Obejmuje miasta Aldershot i Farnborough, a także wsie Cove oraz North Camp.

## Współpraca międzynarodowa
- Meudon (od 1974 r.)
- Oberursel (Taunus) (od 1989 r.)
- Sulechów (od 2001 r.)[2]
- Rzeszów (od 2019 r.)[3]
- Dayton (od 2019 r.)
- Gorkha (od 2020 r.)